# Giro d’Italia 2020/Fahrerfeld
Dieser Artikel gibt das Fahrerfeld des Giro d’Italia 2020 wieder. Die Teilnehmer und deren Ergebnisse sind dabei nach Teams aufgeteilt.
| AG2R La Mondiale ALM | AG2R La Mondiale ALM         | AG2R La Mondiale ALM |
| -------------------- | ---------------------------- | -------------------- |
| Nr.                  | Fahrer                       | Platz                |
| 1                    | Tony Gallopin (FRA)          | DNS-8                |
| 2                    | François Bidard (FRA)        | 39.                  |
| 3                    | Geoffrey Bouchard (FRA)      | 55.                  |
| 4                    | Ben Gastauer (LUX)           | DNF-8                |
| 5                    | Jaakko Hänninen (FIN)        | 73.                  |
| 6                    | Aurélien Paret-Peintre (FRA) | 16.                  |
| 7                    | Andrea Vendrame (ITA)        | 50.                  |
| 8                    | Lawrence Warbasse (USA)      | 17.                  |

| Androni Giocattoli-Sidermec ANS | Androni Giocattoli-Sidermec ANS           | Androni Giocattoli-Sidermec ANS |
| ------------------------------- | ----------------------------------------- | ------------------------------- |
| Nr.                             | Fahrer                                    | Platz                           |
| 11                              | Mattia Bais (ITA)                         | 102.                            |
| 12                              | Alessandro Bisolti (ITA)                  | 90.                             |
| 13                              | Alexander Cepeda (ECU)                    | 78.                             |
| 14                              | Luca Chirico (ITA)                        | 85.                             |
| 15                              | Simon Pellaud (SUI)                       | 71.                             |
| 16                              | Simone Ravanelli (ITA)                    | 74.                             |
| 17                              | Jhonatan Restrepo (COL)                   | 103.                            |
| 18                              | Josip Rumac (CRO) (Straße und Zeitfahren) | 99.                             |

| Astana AST | Astana AST               | Astana AST |
| ---------- | ------------------------ | ---------- |
| Nr.        | Fahrer                   | Platz      |
| 21         | Jakob Fuglsang (DEN)     | 6.         |
| 22         | Manuele Boaro (ITA)      | DNF-18     |
| 23         | Rodrigo Contreras (COL)  | 110.       |
| 24         | Fabio Felline (ITA)      | 25.        |
| 25         | Jonas Gregaard (DEN)     | 53.        |
| 26         | Miguel Ángel López (COL) | DNF-1      |
| 27         | Óscar Rodríguez (ESP)    | 45.        |
| 28         | Alexander Wlassow (RUS)  | DNF-2      |

| Bahrain McLaren TBM | Bahrain McLaren TBM             | Bahrain McLaren TBM |
| ------------------- | ------------------------------- | ------------------- |
| Nr.                 | Fahrer                          | Platz               |
| 31                  | Yukiya Arashiro (JPN)           | 89.                 |
| 32                  | Enrico Battaglin (ITA)          | 46.                 |
| 33                  | Pello Bilbao (ESP) (Zeitfahren) | 5.                  |
| 34                  | Eros Capecchi (ITA)             | 87.                 |
| 35                  | Domen Novak (SLO)               | 59.                 |
| 36                  | Mark Padun (UKR)                | 70.                 |
| 37                  | Hermann Pernsteiner (AUT)       | 10.                 |
| 38                  | Jan Tratnik (SLO)               | 62.                 |

| Bardiani CSF Faizanè BCF | Bardiani CSF Faizanè BCF | Bardiani CSF Faizanè BCF |
| ------------------------ | ------------------------ | ------------------------ |
| Nr.                      | Fahrer                   | Platz                    |
| 41                       | Giovanni Carboni (ITA)   | 82.                      |
| 42                       | Luca Covili (ITA)        | HD-1                     |
| 43                       | Filippo Fiorelli (ITA)   | 109.                     |
| 44                       | Giovanni Lonardi (ITA)   | 125.                     |
| 45                       | Fabio Mazzucco (ITA)     | 129.                     |
| 46                       | Francesco Romano (ITA)   | 91.                      |
| 47                       | Alessandro Tonelli (ITA) | 51.                      |
| 48                       | Filippo Zana (ITA)       | 100.                     |

| Bora-Hansgrohe BOH | Bora-Hansgrohe BOH     | Bora-Hansgrohe BOH |
| ------------------ | ---------------------- | ------------------ |
| Nr.                | Fahrer                 | Platz              |
| 51                 | Peter Sagan (SVK)      | 92.                |
| 52                 | Cesare Benedetti (ITA) | 94.                |
| 53                 | Maciej Bodnar (POL)    | 107.               |
| 54                 | Matteo Fabbro (ITA)    | 23.                |
| 55                 | Patrick Gamper (AUT)   | DNS-8              |
| 56                 | Patrick Konrad (AUT)   | 8.                 |
| 57                 | Rafał Majka (POL)      | 12.                |
| 58                 | Paweł Poljański (POL)  | 67.                |

| CCC Team CCC | CCC Team CCC                    | CCC Team CCC |
| ------------ | ------------------------------- | ------------ |
| Nr.          | Fahrer                          | Platz        |
| 61           | İlnur Zäkärin (RUS)             | 22.          |
| 62           | Josef Černý (CZE) (Zeitfahren)  | 86.          |
| 63           | Víctor de la Parte (ESP)        | 34.          |
| 64           | Kamil Gradek (POL) (Zeitfahren) | 104.         |
| 65           | Pawel Kotschetkow (RUS)         | DNF-9        |
| 66           | Kamil Małecki (POL)             | 68.          |
| 67           | Joey Rosskopf (USA)             | 64.          |
| 68           | Attila Valter (HUN)             | 27.          |

| Cofidis COF | Cofidis COF              | Cofidis COF |
| ----------- | ------------------------ | ----------- |
| Nr.         | Fahrer                   | Platz       |
| 71          | Elia Viviani (ITA)       | 112.        |
| 72          | Simone Consonni (ITA)    | 115.        |
| 73          | Nicolas Edet (FRA)       | DNF-15      |
| 74          | Nathan Haas (AUS)        | 119.        |
| 75          | Jesper Hansen (DEN)      | 44.         |
| 76          | Mathias Le Turnier (FRA) | 80.         |
| 77          | Marco Mathis (GER)       | 130.        |
| 78          | Stéphane Rossetto (FRA)  | 63.         |

| Deceuninck-Quick Step DQT | Deceuninck-Quick Step DQT   | Deceuninck-Quick Step DQT |
| ------------------------- | --------------------------- | ------------------------- |
| Nr.                       | Fahrer                      | Platz                     |
| 81                        | João Almeida (POR)          | 4.                        |
| 82                        | Davide Ballerini (ITA)      | 72.                       |
| 83                        | Álvaro Hodeg (COL)          | 131.                      |
| 84                        | Mikkel Frølich Honoré (DEN) | 30.                       |
| 85                        | Iljo Keisse (BEL)           | 122.                      |
| 86                        | James Knox (GBR)            | 14.                       |
| 87                        | Fausto Masnada (ITA)        | 9.                        |
| 88                        | Pieter Serry (BEL)          | 28.                       |

| EF Pro Cycling EF1 | EF Pro Cycling EF1     | EF Pro Cycling EF1 |
| ------------------ | ---------------------- | ------------------ |
| Nr.                | Fahrer                 | Platz              |
| 91                 | Sean Bennett (USA)     | DNS-8              |
| 92                 | Jonathan Caicedo (ECU) | 65.                |
| 93                 | Simon Clarke (AUS)     | 75.                |
| 94                 | Lawson Craddock (USA)  | DNS-10             |
| 95                 | Ruben Guerreiro (POR)  | 33.                |
| 96                 | Tanel Kangert (EST)    | 32.                |
| 97                 | Lachlan Morton (AUS)   | 111.               |
| 98                 | James Whelan (AUS)     | 105.               |

| Groupama-FDJ GFC | Groupama-FDJ GFC             | Groupama-FDJ GFC |
| ---------------- | ---------------------------- | ---------------- |
| Nr.              | Fahrer                       | Platz            |
| 101              | Arnaud Démare (FRA) (Straße) | 121.             |
| 102              | Kilian Frankiny (SUI)        | 77.              |
| 103              | Jacopo Guarnieri (ITA)       | 128.             |
| 104              | Simon Guglielmi (FRA)        | 116.             |
| 105              | Ignatas Konovalovas (LTU)    | 124.             |
| 106              | Miles Scotson (AUS)          | 113.             |
| 107              | Ramon Sinkeldam (NED)        | DNF-10           |
| 109              | Benjamin Thomas (FRA)        | DNF-5            |

| Israel Start-Up Nation ISN | Israel Start-Up Nation ISN          | Israel Start-Up Nation ISN |
| -------------------------- | ----------------------------------- | -------------------------- |
| Nr.                        | Fahrer                              | Platz                      |
| 111                        | Rudy Barbier (FRA)                  | DNS-9                      |
| 112                        | Matthias Brändle (AUT) (Zeitfahren) | 126.                       |
| 113                        | Alexander Cataford (CAN)            | DNF-12                     |
| 114                        | Davide Cimolai (ITA)                | 118.                       |
| 115                        | Alex Dowsett (GBR) (Zeitfahren)     | 120.                       |
| 116                        | Daniel Navarro (ESP)                | 48.                        |
| 117                        | Guy Sagiv (ISR) (Straße)            | 132.                       |
| 118                        | Rick Zabel (GER)                    | 123.                       |

| Lotto-Soudal LTS | Lotto-Soudal LTS         | Lotto-Soudal LTS |
| ---------------- | ------------------------ | ---------------- |
| Nr.              | Fahrer                   | Platz            |
| 121              | Sander Armée (BEL)       | 47.              |
| 122              | Thomas De Gendt (BEL)    | 41.              |
| 123              | Jonathan Dibben (GBR)    | 133.             |
| 124              | Carl Fredrik Hagen (NOR) | 42.              |
| 125              | Adam Hansen (AUS)        | 117.             |
| 126              | Matthew Holmes (GBR)     | 81.              |
| 127              | Stefano Oldani (ITA)     | 98.              |
| 128              | Harm Vanhoucke (BEL)     | 60.              |

| Mitchelton-Scott MTS | Mitchelton-Scott MTS         | Mitchelton-Scott MTS |
| -------------------- | ---------------------------- | -------------------- |
| Nr.                  | Fahrer                       | Platz                |
| 131                  | Simon Yates (GBR)            | DNS-8                |
| 132                  | Edoardo Affini (ITA)         | DNS-8                |
| 133                  | Brent Bookwalter (USA)       | DNS-6                |
| 134                  | Jack Haig (AUS)              | DNS-10               |
| 135                  | Lucas Hamilton (AUS)         | DNS-10               |
| 136                  | Michael Hepburn (AUS)        | DNS-10               |
| 137                  | Damien Howson (AUS)          | DNS-10               |
| 138                  | Cameron Meyer (AUS) (Straße) | DNS-10               |

| Movistar Team MOV | Movistar Team MOV       | Movistar Team MOV |
| ----------------- | ----------------------- | ----------------- |
| Nr.               | Fahrer                  | Platz             |
| 141               | Héctor Carretero (ESP)  | 79.               |
| 142               | Dario Cataldo (ITA)     | 66.               |
| 143               | Antonio Pedrero (ESP)   | 19.               |
| 144               | Einer Rubio (COL)       | 58.               |
| 145               | Sergio Samitier (ESP)   | 13.               |
| 146               | Eduardo Sepúlveda (ARG) | 57.               |
| 147               | Albert Torres (ESP)     | 106.              |
| 148               | Davide Villella (ITA)   | 40.               |

| NTT Pro Cycling NTT | NTT Pro Cycling NTT           | NTT Pro Cycling NTT |
| ------------------- | ----------------------------- | ------------------- |
| Nr.                 | Fahrer                        | Platz               |
| 151                 | Louis Meintjes (RSA)          | 36.                 |
| 152                 | Victor Campenaerts (BEL)      | 95.                 |
| 153                 | Amanuel Ghebreigzabhier (ERI) | 54.                 |
| 154                 | Ben O’Connor (AUS)            | 20.                 |
| 155                 | Domenico Pozzovivo (ITA)      | 11.                 |
| 156                 | Matteo Sobrero (ITA)          | 76.                 |
| 157                 | Dylan Sunderland (AUS)        | 114.                |
| 158                 | Danilo Wyss (SUI)             | 84.                 |

| Ineos Grenadiers IGD | Ineos Grenadiers IGD             | Ineos Grenadiers IGD |
| -------------------- | -------------------------------- | -------------------- |
| Nr.                  | Fahrer                           | Platz                |
| 161                  | Geraint Thomas (GBR)             | DNS-4                |
| 162                  | Jonathan Castroviejo (ESP)       | 24.                  |
| 163                  | Rohan Dennis (AUS)               | 35.                  |
| 164                  | Filippo Ganna (ITA) (Zeitfahren) | 61.                  |
| 165                  | Tao Geoghegan Hart (GBR)         | 1.                   |
| 166                  | Jhonatan Narváez (ECU)           | DNF-15               |
| 167                  | Salvatore Puccio (ITA)           | 56.                  |
| 168                  | Ben Swift (GBR) (Straße)         | 18.                  |

| Jumbo-Visma TJV | Jumbo-Visma TJV           | Jumbo-Visma TJV |
| --------------- | ------------------------- | --------------- |
| Nr.             | Fahrer                    | Platz           |
| 171             | Steven Kruijswijk (NED)   | DNS-10          |
| 172             | Koen Bouwman (NED)        | DNS-10          |
| 173             | Tobias Foss (NOR)         | DNS-10          |
| 174             | Chris Harper (AUS)        | DNS-10          |
| 175             | Tony Martin (GER)         | DNS-10          |
| 176             | Christoph Pfingsten (GER) | DNS-10          |
| 177             | Antwan Tolhoek (NED)      | DNS-10          |
| 178             | Jos van Emden (NED)       | DNS-10          |

| Team Sunweb SUN | Team Sunweb SUN        | Team Sunweb SUN |
| --------------- | ---------------------- | --------------- |
| Nr.             | Fahrer                 | Platz           |
| 181             | Wilco Kelderman (NED)  | 3.              |
| 182             | Nico Denz (GER)        | 83.             |
| 183             | Chad Haga (USA)        | 69.             |
| 184             | Chris Hamilton (AUS)   | 29.             |
| 185             | Jai Hindley (AUS)      | 2.              |
| 186             | Michael Matthews (AUS) | DNS-10          |
| 187             | Sam Oomen (NED)        | 21.             |
| 188             | Martijn Tusveld (NED)  | 26.             |

| Trek-Segafredo TFS | Trek-Segafredo TFS       | Trek-Segafredo TFS |
| ------------------ | ------------------------ | ------------------ |
| Nr.                | Fahrer                   | Platz              |
| 191                | Vincenzo Nibali (ITA)    | 7.                 |
| 192                | Julien Bernard (FRA)     | 49.                |
| 193                | Gianluca Brambilla (ITA) | DNF-15             |
| 194                | Giulio Ciccone (ITA)     | DNS-14             |
| 195                | Nicola Conci (ITA)       | 52.                |
| 196                | Jacopo Mosca (ITA)       | 31.                |
| 197                | Antonio Nibali (ITA)     | 37.                |
| 198                | Pieter Weening (NED)     | DNF-5              |

| UAE Team Emirates UAD | UAE Team Emirates UAD     | UAE Team Emirates UAD |
| --------------------- | ------------------------- | --------------------- |
| Nr.                   | Fahrer                    | Platz                 |
| 201                   | Diego Ulissi (ITA)        | 38.                   |
| 202                   | Mikkel Bjerg (DEN)        | 97.                   |
| 203                   | Valerio Conti (ITA)       | 101.                  |
| 204                   | Joseph Dombrowski (USA)   | 43.                   |
| 205                   | Fernando Gaviria (COL)    | DNS-16                |
| 206                   | Brandon McNulty (USA)     | 15.                   |
| 207                   | Sebastián Molano (COL)    | DNS-15                |
| 208                   | Maximiliano Richeze (ARG) | DNF-16                |

| Vini Zabù-Brado-KTM THR | Vini Zabù-Brado-KTM THR | Vini Zabù-Brado-KTM THR |
| ----------------------- | ----------------------- | ----------------------- |
| Nr.                     | Fahrer                  | Platz                   |
| 211                     | Giovanni Visconti (ITA) | DNS-18                  |
| 212                     | Simone Bevilacqua (ITA) | 127.                    |
| 213                     | Marco Frapporti (ITA)   | 108.                    |
| 214                     | Lorenzo Rota (ITA)      | 93.                     |
| 215                     | Matteo Spreafico (ITA)  | DSQ-1                   |
| 216                     | Etienne van Empel (NED) | 88.                     |
| 217                     | Luca Wackermann (ITA)   | DNS-5                   |
| 218                     | Edoardo Zardini (ITA)   | 96.                     |

| AG2R La Mondiale ALM | AG2R La Mondiale ALM         | AG2R La Mondiale ALM |
| -------------------- | ---------------------------- | -------------------- |
| Nr.                  | Fahrer                       | Platz                |
| 1                    | Tony Gallopin (FRA)          | DNS-8                |
| 2                    | François Bidard (FRA)        | 39.                  |
| 3                    | Geoffrey Bouchard (FRA)      | 55.                  |
| 4                    | Ben Gastauer (LUX)           | DNF-8                |
| 5                    | Jaakko Hänninen (FIN)        | 73.                  |
| 6                    | Aurélien Paret-Peintre (FRA) | 16.                  |
| 7                    | Andrea Vendrame (ITA)        | 50.                  |
| 8                    | Lawrence Warbasse (USA)      | 17.                  |

| Androni Giocattoli-Sidermec ANS | Androni Giocattoli-Sidermec ANS           | Androni Giocattoli-Sidermec ANS |
| ------------------------------- | ----------------------------------------- | ------------------------------- |
| Nr.                             | Fahrer                                    | Platz                           |
| 11                              | Mattia Bais (ITA)                         | 102.                            |
| 12                              | Alessandro Bisolti (ITA)                  | 90.                             |
| 13                              | Alexander Cepeda (ECU)                    | 78.                             |
| 14                              | Luca Chirico (ITA)                        | 85.                             |
| 15                              | Simon Pellaud (SUI)                       | 71.                             |
| 16                              | Simone Ravanelli (ITA)                    | 74.                             |
| 17                              | Jhonatan Restrepo (COL)                   | 103.                            |
| 18                              | Josip Rumac (CRO) (Straße und Zeitfahren) | 99.                             |

| Astana AST | Astana AST               | Astana AST |
| ---------- | ------------------------ | ---------- |
| Nr.        | Fahrer                   | Platz      |
| 21         | Jakob Fuglsang (DEN)     | 6.         |
| 22         | Manuele Boaro (ITA)      | DNF-18     |
| 23         | Rodrigo Contreras (COL)  | 110.       |
| 24         | Fabio Felline (ITA)      | 25.        |
| 25         | Jonas Gregaard (DEN)     | 53.        |
| 26         | Miguel Ángel López (COL) | DNF-1      |
| 27         | Óscar Rodríguez (ESP)    | 45.        |
| 28         | Alexander Wlassow (RUS)  | DNF-2      |

| Bahrain McLaren TBM | Bahrain McLaren TBM             | Bahrain McLaren TBM |
| ------------------- | ------------------------------- | ------------------- |
| Nr.                 | Fahrer                          | Platz               |
| 31                  | Yukiya Arashiro (JPN)           | 89.                 |
| 32                  | Enrico Battaglin (ITA)          | 46.                 |
| 33                  | Pello Bilbao (ESP) (Zeitfahren) | 5.                  |
| 34                  | Eros Capecchi (ITA)             | 87.                 |
| 35                  | Domen Novak (SLO)               | 59.                 |
| 36                  | Mark Padun (UKR)                | 70.                 |
| 37                  | Hermann Pernsteiner (AUT)       | 10.                 |
| 38                  | Jan Tratnik (SLO)               | 62.                 |

| Bardiani CSF Faizanè BCF | Bardiani CSF Faizanè BCF | Bardiani CSF Faizanè BCF |
| ------------------------ | ------------------------ | ------------------------ |
| Nr.                      | Fahrer                   | Platz                    |
| 41                       | Giovanni Carboni (ITA)   | 82.                      |
| 42                       | Luca Covili (ITA)        | HD-1                     |
| 43                       | Filippo Fiorelli (ITA)   | 109.                     |
| 44                       | Giovanni Lonardi (ITA)   | 125.                     |
| 45                       | Fabio Mazzucco (ITA)     | 129.                     |
| 46                       | Francesco Romano (ITA)   | 91.                      |
| 47                       | Alessandro Tonelli (ITA) | 51.                      |
| 48                       | Filippo Zana (ITA)       | 100.                     |

| Bora-Hansgrohe BOH | Bora-Hansgrohe BOH     | Bora-Hansgrohe BOH |
| ------------------ | ---------------------- | ------------------ |
| Nr.                | Fahrer                 | Platz              |
| 51                 | Peter Sagan (SVK)      | 92.                |
| 52                 | Cesare Benedetti (ITA) | 94.                |
| 53                 | Maciej Bodnar (POL)    | 107.               |
| 54                 | Matteo Fabbro (ITA)    | 23.                |
| 55                 | Patrick Gamper (AUT)   | DNS-8              |
| 56                 | Patrick Konrad (AUT)   | 8.                 |
| 57                 | Rafał Majka (POL)      | 12.                |
| 58                 | Paweł Poljański (POL)  | 67.                |

| CCC Team CCC | CCC Team CCC                    | CCC Team CCC |
| ------------ | ------------------------------- | ------------ |
| Nr.          | Fahrer                          | Platz        |
| 61           | İlnur Zäkärin (RUS)             | 22.          |
| 62           | Josef Černý (CZE) (Zeitfahren)  | 86.          |
| 63           | Víctor de la Parte (ESP)        | 34.          |
| 64           | Kamil Gradek (POL) (Zeitfahren) | 104.         |
| 65           | Pawel Kotschetkow (RUS)         | DNF-9        |
| 66           | Kamil Małecki (POL)             | 68.          |
| 67           | Joey Rosskopf (USA)             | 64.          |
| 68           | Attila Valter (HUN)             | 27.          |

| Cofidis COF | Cofidis COF              | Cofidis COF |
| ----------- | ------------------------ | ----------- |
| Nr.         | Fahrer                   | Platz       |
| 71          | Elia Viviani (ITA)       | 112.        |
| 72          | Simone Consonni (ITA)    | 115.        |
| 73          | Nicolas Edet (FRA)       | DNF-15      |
| 74          | Nathan Haas (AUS)        | 119.        |
| 75          | Jesper Hansen (DEN)      | 44.         |
| 76          | Mathias Le Turnier (FRA) | 80.         |
| 77          | Marco Mathis (GER)       | 130.        |
| 78          | Stéphane Rossetto (FRA)  | 63.         |

| Deceuninck-Quick Step DQT | Deceuninck-Quick Step DQT   | Deceuninck-Quick Step DQT |
| ------------------------- | --------------------------- | ------------------------- |
| Nr.                       | Fahrer                      | Platz                     |
| 81                        | João Almeida (POR)          | 4.                        |
| 82                        | Davide Ballerini (ITA)      | 72.                       |
| 83                        | Álvaro Hodeg (COL)          | 131.                      |
| 84                        | Mikkel Frølich Honoré (DEN) | 30.                       |
| 85                        | Iljo Keisse (BEL)           | 122.                      |
| 86                        | James Knox (GBR)            | 14.                       |
| 87                        | Fausto Masnada (ITA)        | 9.                        |
| 88                        | Pieter Serry (BEL)          | 28.                       |

| EF Pro Cycling EF1 | EF Pro Cycling EF1     | EF Pro Cycling EF1 |
| ------------------ | ---------------------- | ------------------ |
| Nr.                | Fahrer                 | Platz              |
| 91                 | Sean Bennett (USA)     | DNS-8              |
| 92                 | Jonathan Caicedo (ECU) | 65.                |
| 93                 | Simon Clarke (AUS)     | 75.                |
| 94                 | Lawson Craddock (USA)  | DNS-10             |
| 95                 | Ruben Guerreiro (POR)  | 33.                |
| 96                 | Tanel Kangert (EST)    | 32.                |
| 97                 | Lachlan Morton (AUS)   | 111.               |
| 98                 | James Whelan (AUS)     | 105.               |

| Groupama-FDJ GFC | Groupama-FDJ GFC             | Groupama-FDJ GFC |
| ---------------- | ---------------------------- | ---------------- |
| Nr.              | Fahrer                       | Platz            |
| 101              | Arnaud Démare (FRA) (Straße) | 121.             |
| 102              | Kilian Frankiny (SUI)        | 77.              |
| 103              | Jacopo Guarnieri (ITA)       | 128.             |
| 104              | Simon Guglielmi (FRA)        | 116.             |
| 105              | Ignatas Konovalovas (LTU)    | 124.             |
| 106              | Miles Scotson (AUS)          | 113.             |
| 107              | Ramon Sinkeldam (NED)        | DNF-10           |
| 109              | Benjamin Thomas (FRA)        | DNF-5            |

| Israel Start-Up Nation ISN | Israel Start-Up Nation ISN          | Israel Start-Up Nation ISN |
| -------------------------- | ----------------------------------- | -------------------------- |
| Nr.                        | Fahrer                              | Platz                      |
| 111                        | Rudy Barbier (FRA)                  | DNS-9                      |
| 112                        | Matthias Brändle (AUT) (Zeitfahren) | 126.                       |
| 113                        | Alexander Cataford (CAN)            | DNF-12                     |
| 114                        | Davide Cimolai (ITA)                | 118.                       |
| 115                        | Alex Dowsett (GBR) (Zeitfahren)     | 120.                       |
| 116                        | Daniel Navarro (ESP)                | 48.                        |
| 117                        | Guy Sagiv (ISR) (Straße)            | 132.                       |
| 118                        | Rick Zabel (GER)                    | 123.                       |

| Lotto-Soudal LTS | Lotto-Soudal LTS         | Lotto-Soudal LTS |
| ---------------- | ------------------------ | ---------------- |
| Nr.              | Fahrer                   | Platz            |
| 121              | Sander Armée (BEL)       | 47.              |
| 122              | Thomas De Gendt (BEL)    | 41.              |
| 123              | Jonathan Dibben (GBR)    | 133.             |
| 124              | Carl Fredrik Hagen (NOR) | 42.              |
| 125              | Adam Hansen (AUS)        | 117.             |
| 126              | Matthew Holmes (GBR)     | 81.              |
| 127              | Stefano Oldani (ITA)     | 98.              |
| 128              | Harm Vanhoucke (BEL)     | 60.              |

| Mitchelton-Scott MTS | Mitchelton-Scott MTS         | Mitchelton-Scott MTS |
| -------------------- | ---------------------------- | -------------------- |
| Nr.                  | Fahrer                       | Platz                |
| 131                  | Simon Yates (GBR)            | DNS-8                |
| 132                  | Edoardo Affini (ITA)         | DNS-8                |
| 133                  | Brent Bookwalter (USA)       | DNS-6                |
| 134                  | Jack Haig (AUS)              | DNS-10               |
| 135                  | Lucas Hamilton (AUS)         | DNS-10               |
| 136                  | Michael Hepburn (AUS)        | DNS-10               |
| 137                  | Damien Howson (AUS)          | DNS-10               |
| 138                  | Cameron Meyer (AUS) (Straße) | DNS-10               |

| Movistar Team MOV | Movistar Team MOV       | Movistar Team MOV |
| ----------------- | ----------------------- | ----------------- |
| Nr.               | Fahrer                  | Platz             |
| 141               | Héctor Carretero (ESP)  | 79.               |
| 142               | Dario Cataldo (ITA)     | 66.               |
| 143               | Antonio Pedrero (ESP)   | 19.               |
| 144               | Einer Rubio (COL)       | 58.               |
| 145               | Sergio Samitier (ESP)   | 13.               |
| 146               | Eduardo Sepúlveda (ARG) | 57.               |
| 147               | Albert Torres (ESP)     | 106.              |
| 148               | Davide Villella (ITA)   | 40.               |

| NTT Pro Cycling NTT | NTT Pro Cycling NTT           | NTT Pro Cycling NTT |
| ------------------- | ----------------------------- | ------------------- |
| Nr.                 | Fahrer                        | Platz               |
| 151                 | Louis Meintjes (RSA)          | 36.                 |
| 152                 | Victor Campenaerts (BEL)      | 95.                 |
| 153                 | Amanuel Ghebreigzabhier (ERI) | 54.                 |
| 154                 | Ben O’Connor (AUS)            | 20.                 |
| 155                 | Domenico Pozzovivo (ITA)      | 11.                 |
| 156                 | Matteo Sobrero (ITA)          | 76.                 |
| 157                 | Dylan Sunderland (AUS)        | 114.                |
| 158                 | Danilo Wyss (SUI)             | 84.                 |

| Ineos Grenadiers IGD | Ineos Grenadiers IGD             | Ineos Grenadiers IGD |
| -------------------- | -------------------------------- | -------------------- |
| Nr.                  | Fahrer                           | Platz                |
| 161                  | Geraint Thomas (GBR)             | DNS-4                |
| 162                  | Jonathan Castroviejo (ESP)       | 24.                  |
| 163                  | Rohan Dennis (AUS)               | 35.                  |
| 164                  | Filippo Ganna (ITA) (Zeitfahren) | 61.                  |
| 165                  | Tao Geoghegan Hart (GBR)         | 1.                   |
| 166                  | Jhonatan Narváez (ECU)           | DNF-15               |
| 167                  | Salvatore Puccio (ITA)           | 56.                  |
| 168                  | Ben Swift (GBR) (Straße)         | 18.                  |

| Jumbo-Visma TJV | Jumbo-Visma TJV           | Jumbo-Visma TJV |
| --------------- | ------------------------- | --------------- |
| Nr.             | Fahrer                    | Platz           |
| 171             | Steven Kruijswijk (NED)   | DNS-10          |
| 172             | Koen Bouwman (NED)        | DNS-10          |
| 173             | Tobias Foss (NOR)         | DNS-10          |
| 174             | Chris Harper (AUS)        | DNS-10          |
| 175             | Tony Martin (GER)         | DNS-10          |
| 176             | Christoph Pfingsten (GER) | DNS-10          |
| 177             | Antwan Tolhoek (NED)      | DNS-10          |
| 178             | Jos van Emden (NED)       | DNS-10          |

| Team Sunweb SUN | Team Sunweb SUN        | Team Sunweb SUN |
| --------------- | ---------------------- | --------------- |
| Nr.             | Fahrer                 | Platz           |
| 181             | Wilco Kelderman (NED)  | 3.              |
| 182             | Nico Denz (GER)        | 83.             |
| 183             | Chad Haga (USA)        | 69.             |
| 184             | Chris Hamilton (AUS)   | 29.             |
| 185             | Jai Hindley (AUS)      | 2.              |
| 186             | Michael Matthews (AUS) | DNS-10          |
| 187             | Sam Oomen (NED)        | 21.             |
| 188             | Martijn Tusveld (NED)  | 26.             |

| Trek-Segafredo TFS | Trek-Segafredo TFS       | Trek-Segafredo TFS |
| ------------------ | ------------------------ | ------------------ |
| Nr.                | Fahrer                   | Platz              |
| 191                | Vincenzo Nibali (ITA)    | 7.                 |
| 192                | Julien Bernard (FRA)     | 49.                |
| 193                | Gianluca Brambilla (ITA) | DNF-15             |
| 194                | Giulio Ciccone (ITA)     | DNS-14             |
| 195                | Nicola Conci (ITA)       | 52.                |
| 196                | Jacopo Mosca (ITA)       | 31.                |
| 197                | Antonio Nibali (ITA)     | 37.                |
| 198                | Pieter Weening (NED)     | DNF-5              |

| UAE Team Emirates UAD | UAE Team Emirates UAD     | UAE Team Emirates UAD |
| --------------------- | ------------------------- | --------------------- |
| Nr.                   | Fahrer                    | Platz                 |
| 201                   | Diego Ulissi (ITA)        | 38.                   |
| 202                   | Mikkel Bjerg (DEN)        | 97.                   |
| 203                   | Valerio Conti (ITA)       | 101.                  |
| 204                   | Joseph Dombrowski (USA)   | 43.                   |
| 205                   | Fernando Gaviria (COL)    | DNS-16                |
| 206                   | Brandon McNulty (USA)     | 15.                   |
| 207                   | Sebastián Molano (COL)    | DNS-15                |
| 208                   | Maximiliano Richeze (ARG) | DNF-16                |

| Vini Zabù-Brado-KTM THR | Vini Zabù-Brado-KTM THR | Vini Zabù-Brado-KTM THR |
| ----------------------- | ----------------------- | ----------------------- |
| Nr.                     | Fahrer                  | Platz                   |
| 211                     | Giovanni Visconti (ITA) | DNS-18                  |
| 212                     | Simone Bevilacqua (ITA) | 127.                    |
| 213                     | Marco Frapporti (ITA)   | 108.                    |
| 214                     | Lorenzo Rota (ITA)      | 93.                     |
| 215                     | Matteo Spreafico (ITA)  | DSQ-1                   |
| 216                     | Etienne van Empel (NED) | 88.                     |
| 217                     | Luca Wackermann (ITA)   | DNS-5                   |
| 218                     | Edoardo Zardini (ITA)   | 96.                     |